# 其田事務所
其田事務所（そのだじむしょ）は、1967年から2003年まで東京都渋谷区に存在していた芸能プロダクションである。

## 会社・略歴
1967年、文学座に所属していた其田則男と石立鉄男の2人で其田事務所を興す。当初は石立のプロデュースやマネージメントに特化していたが、石立の露出が増えるに従って他の俳優も招き入れ、業務を拡大した。大映テレビやユニオン映画と関係が深く、同社が制作するドラマに所属俳優が積極的に起用された。
1980年には「本格的に女優の仕事がしたい」と宍戸錠率いるP&M事務所から夏目雅子が移籍し、さらに1984年には元宝塚歌劇団の北原遥子が所属した。しかし、1985年に北原と夏目を相次いで亡くした。
1990年代に入ると、徐々に経営が下降線をたどり、所属俳優も次々と離れる。其田は「石立のプロデュースは他の人には絶対に出来ないよ、自分しかいない」との自負から、1999年に渋谷区恵比寿のオフィスを手放してもなお事業を続けていた。
2003年、高齢化と健康上の理由から其田が芸能界を引退し、これにともなって其田事務所も閉鎖した。石立はフリーを経て、2005年に其田と親交が深かった鈴木とし江事務所へ移籍した。

## 会社概要
- 会社名：株式会社其田事務所
- 所在地：東京都渋谷区恵比寿南1丁目11-9 エビス南ビルヂング403（1967年から1998年）、東京都渋谷区上原1-32-5 ロイヤルマンション202（1999年から2003年）
- 代表取締役：其田則男
- 取締役：石立鉄男
- 総務：原田尚子、菅野恵
- マネジャー：内藤陽子、道祖土勉、山本ゆう子、他[3]
- 資本金：3300万[4]

## 所属していたタレント
- 石立鉄男
- 夏目雅子
- 北原遥子
- 市毛良枝
- 内藤武敏
- 鈴木瑞穂
- 峰岸徹
- 高橋悦史
- 山崎美貴[5]